# Chillahalli, Heggadadevankote
Chillahalli là một làng thuộc tehsil Heggadadevankote, huyện Mysore, bang Karnataka, Ấn Độ.